# Festival de la Cançó d'Intervisió 1978
El II Festival de la Cançó d'Intervisió va ser la segona edició del festival d'Europa de l'Est i es va celebrar a Sopot (on se celebrava el festival de Sopot) del 23 al 26 d'agost. Els actes d'interval van ser a càrrec de Marylya Rodowicz (una dels representants de Polònia a l'Intervisió 1977) i Helena Vondráčková (guanyadora d'Intervisió 1977). El festival va ser guanyat per l'artista rusa Al·la Pugatxova de la Unió Soviètica i Václav Neckář, un artista txec de Txecoslovàquia (ara de República Txeca) en un empat.

## Països participants
Dels 11 països fundadors, en aquesta edició només van participar nou: Alemanya de l'Est, Bulgària, Espanya, Finlàndia, Hongria, Polònia, Romania, la Unió Soviètica i Txecoslovàquia.
| Nº | País              | Idioma   | Artista            | Cançó                      | Traducció                         | Posició | Punts |
| -- | ----------------- | -------- | ------------------ | -------------------------- | --------------------------------- | ------- | ----- |
| 1  | Alemanya de l'Est | Alemany  | 4PS                | Nachtigall                 | Rossinyol                         | 2       | 64    |
| 2  | Romania           | Romanès  | Mihaela Oancea     | Scuzsti                    | Ho sento                          | 4       | 22    |
| 3  | Bulgària          | Búlgar   | Tonika i Drago     | Dovizsdane do utre         | Fins demà                         | 5       | 10    |
| 4  | Polònia           | Polonès  | Lidia Stanisławska | Gwiazda nad tobą           | L'estrella està per sobre de tu   | 3       | 48    |
| 5  | Txecoslovàquia    | Txec     | Václav Neckář      | Patrik                     | Patrici                           | 1       | 88    |
| 6  | Unió Soviètica    | Rus      | Alla Pugacsova     | Vszjo mogut koroli         | Els reis poden fer qualsevol cosa | 1       | 88    |
| 7  | Finlàndia         | Finès    | Ikarus             | Godbye Bad Times           | Adéu, mals moments                | -       | -     |
| 8  | Canadà            | Francès  | Louise Forestier   | La saisie                  | L'entrada                         | -       | -     |
| 9  | Espanya           | Castellà | Juan Erasmo Mochi  | Gitanito                   | Petit gitana                      | -       | -     |
| 10 | Alemanya de l'Est | Alemany  | Dagmar Frederic    | Einen Tag heb für mich auf | Preneu-me un dia lliure           | -       | -     |
| 11 | Hongria           | Hongarès | Szűcs Judith       | Ha táncolsz velem          | Quan balles amb mi                | -       | -     |
| 12 | Polònia           | Polonès  | Krzysztof Krawczyk | Jak minął dzień            | Com ha anat el dia?               | -       | -     |

## Curiositats
- Hi va haver dos guanyadors.
- Dels dotze participants només sis països van obtenir punts.